# Engelbert Dietrich Ludwig von Droste zu Erwitte
Engelbert Dietrich Ludwig Balthasar Freiherr Droste zu Erwitte (* 18.Juni 1705 in Erwitte; † 9. Juli 1769) war Dompropst in Hildesheim und Landdrost des Herzogtums Westfalen.

## Leben
Er stammte aus dem Geschlecht der Droste zu Erwitte und war Sohn des Ferdinand Caspar Felix von Droste zu Erwitte. Dieser war unter anderem Landdrost im Herzogtum Westfalen. Die Mutter war Juliana Elisabeth (geb. von Ketteler zu Mittelburg).
Er trat in den geistlichen Stand ein. Er gehörte seit 1730 dem Domkapitel in Hildesheim an. Er war zwischen 1741 und 1761 auch Domherr in Paderborn. Außerdem war er kurkölnischer Geheimer Rat. Er wurde zu verschiedenen Gesandtschaften verwandt. So war er 1746 für Kurköln zweiter Wahlbotschafter bei der Kaiserwahl Franz’ I.
Von 1731 bis 1758 war er Landdrost des Herzogtums Westfalen. Damit war er Stellvertreter des Kurfürsten von Köln in diesem Territorium.
Er war seit 1756 Dompropst in Hildesheim. In diesem Zusammenhang gab er den Posten des Landdrosten ab. Als Vertreter des meist abwesenden Fürstbischofs war er seit 1757 Statthalter und Präsident des Justiz-Collegio im Hochstift Hildesheim.